# Jaime Seoane
Jaime Seoane Valenciano (Madrid, 22 gennaio 1997) è un calciatore spagnolo, centrocampista del Pachuca.

## Caratteristiche tecniche
È un centrocampista centrale.

## Carriera
Nato a Madrid, è cresciuto nel settore giovanile del Real Madrid, dove dal 2016 al 2019 ha militato nel Castilla collezionando 93 presenze in Segunda División B ed ha debuttato in prima squadra giocando l'incontro di Coppa del Re pareggiato 2-2 contro il Fuenlabrada nel 2017. Il 6 agosto 2019 è stato ceduto a titolo definitivo all'Huesca, che per via dello scarso impiego nel gennaio seguente lo ha prestato al Lugo, in Segunda División.
Rientrato alla base, il 13 settembre 2020 ha debuttato in Primera División giocando l'incontro pareggiato 1-1 contro il Villarreal.
Il 1º luglio 2022 viene acquistato dal Getafe.
Il 5 agosto 2023 viene ufficializzato il suo trasferimento al Real Oviedo.